# Coton in the Elms
Coton in the Elms – wieś w Anglii, w hrabstwie Derbyshire, w dystrykcie South Derbyshire. Leży 24 km na południowy zachód od miasta Derby i 170 km na północny zachód od Londynu.
Wieś znajduje się w pobliżu najbardziej oddalonego od morza punktu Wielkiej Brytanii.